# Кампамба, Рональд
Рональд Кампамба (англ. Ronald Kampamba; 26 мая 1994, Китве, Замбия) — замбийский футболист, нападающий клуба «Кансанши Динамос» и сборной Замбии.

## Карьера

### Клубная карьера
Рональд начал карьеру в клубе «Нкана» в 2011 году. Спустя два сезона нападающий стал чемпионом Замбии и лучшим бомбардиром первенства. Кампамба участвовал в играх Лиги чемпионов КАФ 2014.
В конце января 2015 года нападающий перешёл в египетский клуб «Вади Дегла». Дебютный матч в новой команде Рональд провёл 30 марта против «Иттихад Аль Шурта». 27 мая Кампамба забил свой первый мяч в первенстве Египта.
Летом 2015 года замбиец был отдан в аренду на полтора года в бельгийский «Льерс», принадлежащий египетскому бизнесмену, владеющему и «Вади Дегла».

### Карьера в сборной
Рональд 29 ноября 2011 года дебютировал в составе сборной Замбии в товарищеской встрече со сборной Индии.
Во встрече со сборной Танзании нападающий отметился первым забитым мячом в составе национальной команды.
24 декабря 2014 года замбиец был включён в предварительный состав сборной для участия в Кубке африканских наций 2015. 7 января 2015 года Кампамба попал в окончательную заявку на турнир. В Экваториальной Гвинее Рональд принял участие только в матче первого тура группового этапа.

## Достижения
Нкана
- Чемпион Замбии (1): 2013